# Hraunsvík (vik i Island, Norðurland vestra)
Hraunsvík är en vik i republiken Island.   Den ligger i regionen Norðurland vestra, i den nordvästra delen av landet, 230 km norr om huvudstaden Reykjavík.